# Natalie Mars

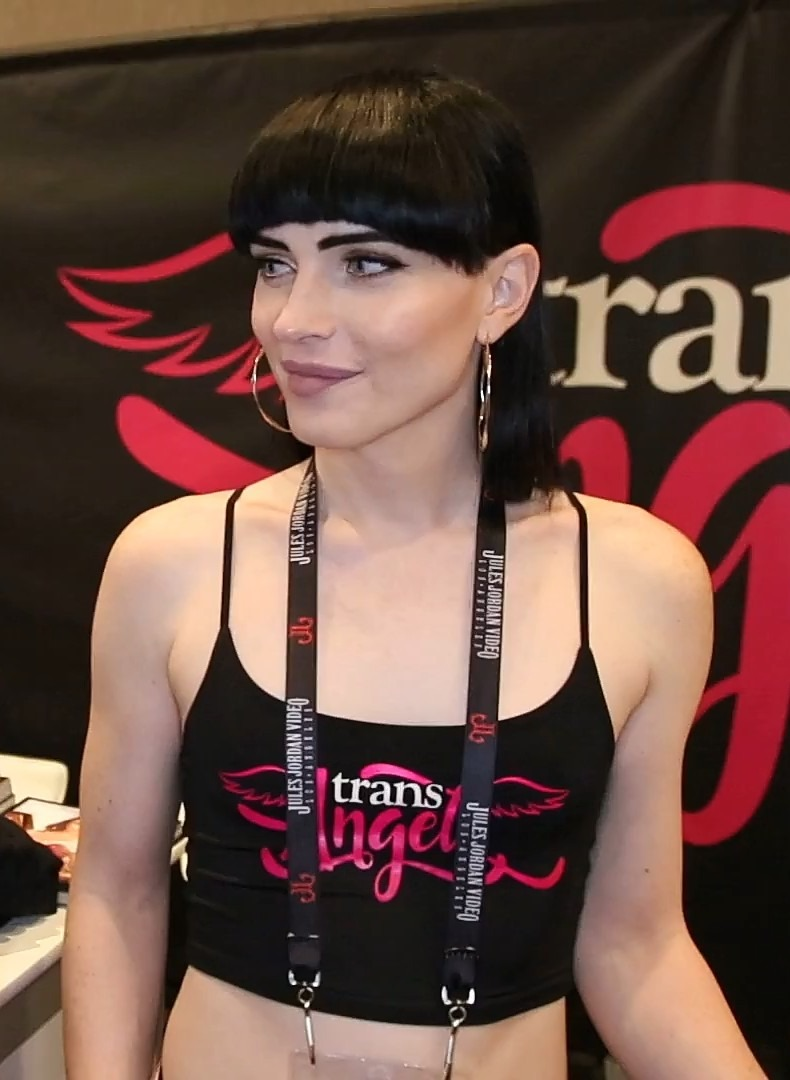
Natalie Mars bei den Adult Video News Awards 2018

Natalie Mars (* 3. Februar 1984 in Fort Lauderdale, Florida) ist eine transsexuelle Pornodarstellerin aus den Vereinigten Staaten.

## Leben
Mars wurde in Fort Lauderdale, Florida, geboren. Ab dem Alter von 16 Jahren lebte sie in Little Rock, Arkansas. Während Mars zunächst für eine Hypothekenbank arbeitete, begann sie nebenher als Webcam-Model tätig zu werden. 2015 zog sie nach Las Vegas, Nevada, und wirkt seitdem als Pornodarstellerin.

## Filmografie (Auswahl)
Die Internet Movie Database verzeichnet die Mitwirkung von Mars in 62 Filmen, die Internet Adult Film Database listet insgesamt 349 Titel.
- Natalie – Angel Unveiled (2020)
- Trans Brides (2020)
- Transsexual Euphoria (2019)
- Domino Presley's House of Whores (2018)
- I Love a Trans in Uniform (2017)
- Tranny Vice (2016)

## Auszeichnungen
| Jahr | Preis                           | Award                                        | Film         |
| ---- | ------------------------------- | -------------------------------------------- | ------------ |
| 2021 | AVN Award                       | Best Transgender Group Sex Scene             | Stay Gold    |
| 2020 | GayVN Award                     | Best Bi Sex Scene                            | Free For All |
| 2020 | AVN Award                       | Fan Award – Favorite Trans Cam Star          |              |
| 2020 | AVN Award                       | Fan Award – Favorite Trans Porn Star         |              |
| 2020 | AVN Award                       | Transgender Performer of the Year            |              |
| 2020 | Transgender Erotica Awards Show | Best Hardcore Performer                      |              |
| 2020 | Transgender Erotica Awards Show | Kink’s Kinkiest T-Girl Domme                 |              |
| 2020 | XBIZ Awards                     | Trans Performer of the Year                  |              |
| 2019 | Pornhub Awards                  | Most Popular Trans Performer                 |              |
| 2019 | Fetish Awards                   | Favorite Transgender Fetish Performer        |              |
| 2019 | Fetish Awards                   | Favorite Transgender Fetish Webcam Performer |              |
| 2019 | Transgender Erotica Awards Show | Best Hardcore Model                          |              |
| 2019 | Transgender Erotica Awards Show | MV Trans Model of the Year                   |              |
| 2018 | Fetish Awards                   | Favorite Transgender Fetish Performer        |              |
| 2018 | Fetish Awards                   | Favorite Transgender Fetish Webcam Performer |              |
| 2018 | Transgender Erotica Awards Show | Best Internet Personality                    |              |
| 2018 | Transgender Erotica Awards Show | Best Solo Model                              |              |
| 2017 | Transgender Erotica Awards Show | Grooby Girl of the Year                      |              |
| 2016 | Transgender Erotica Awards Show | Best New Face                                |              |